# Rio delle Torreselle

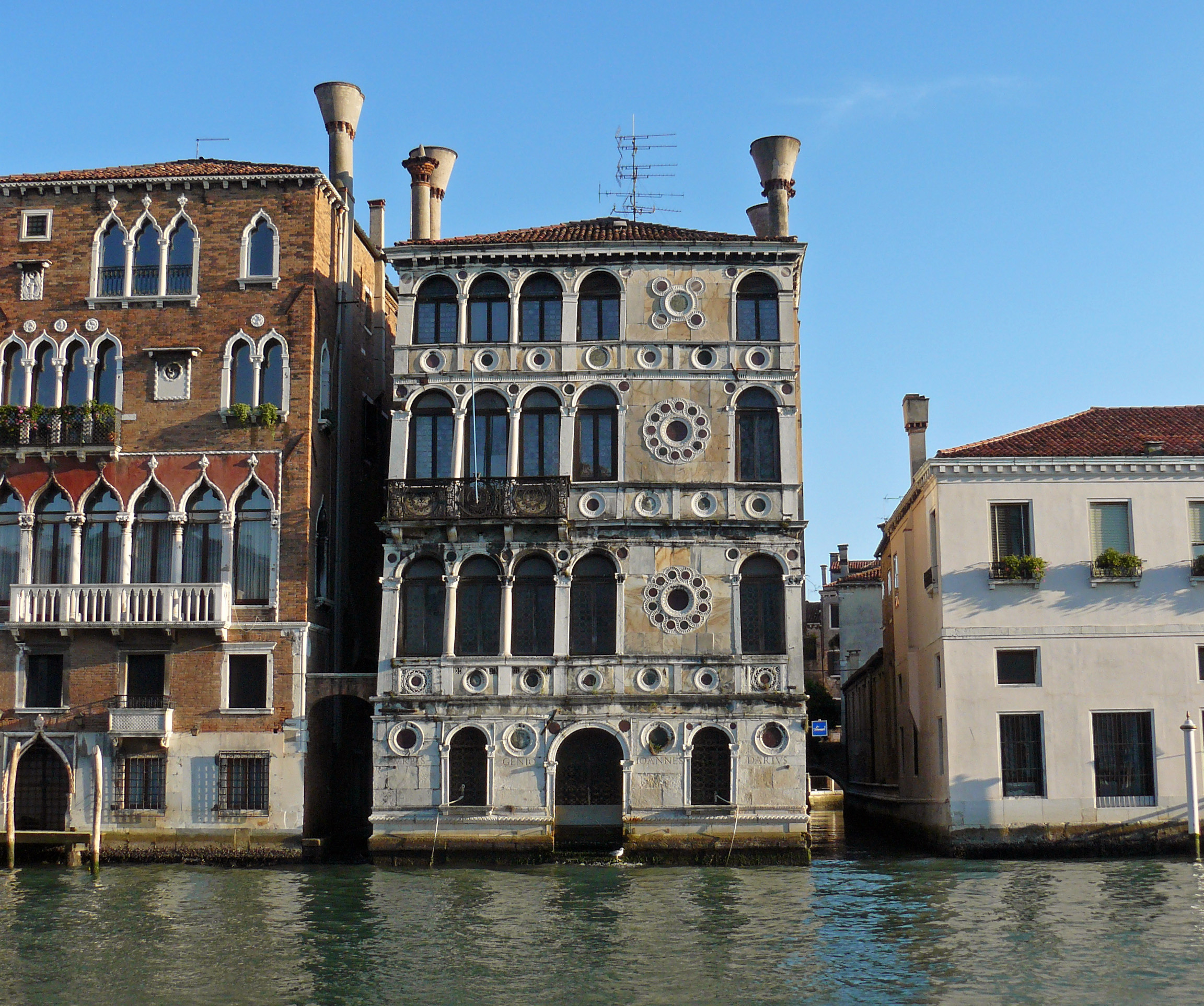
Vărsarea canalului la dreapta palatului Dario

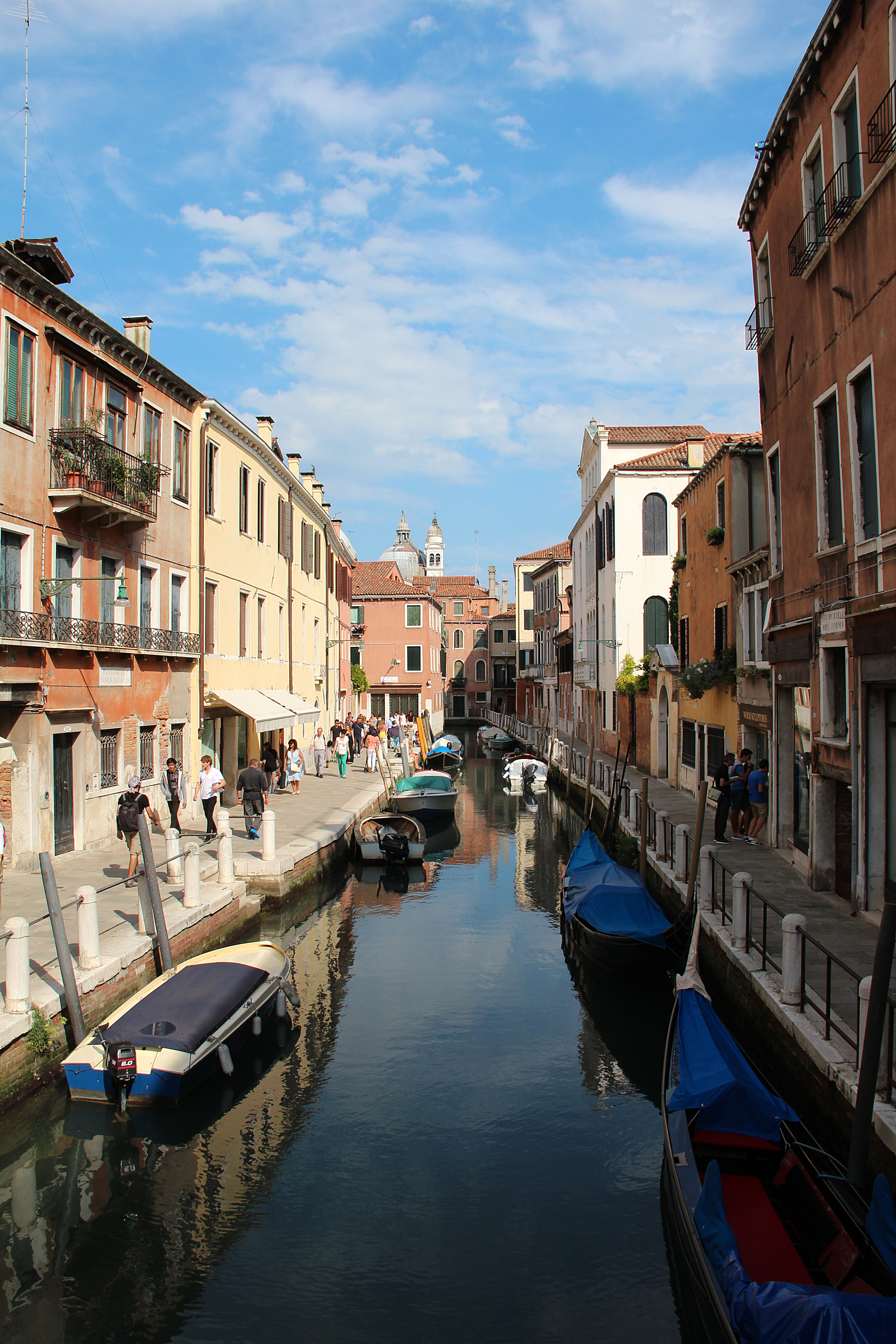
Vedere a canalului la est de podul del Formager

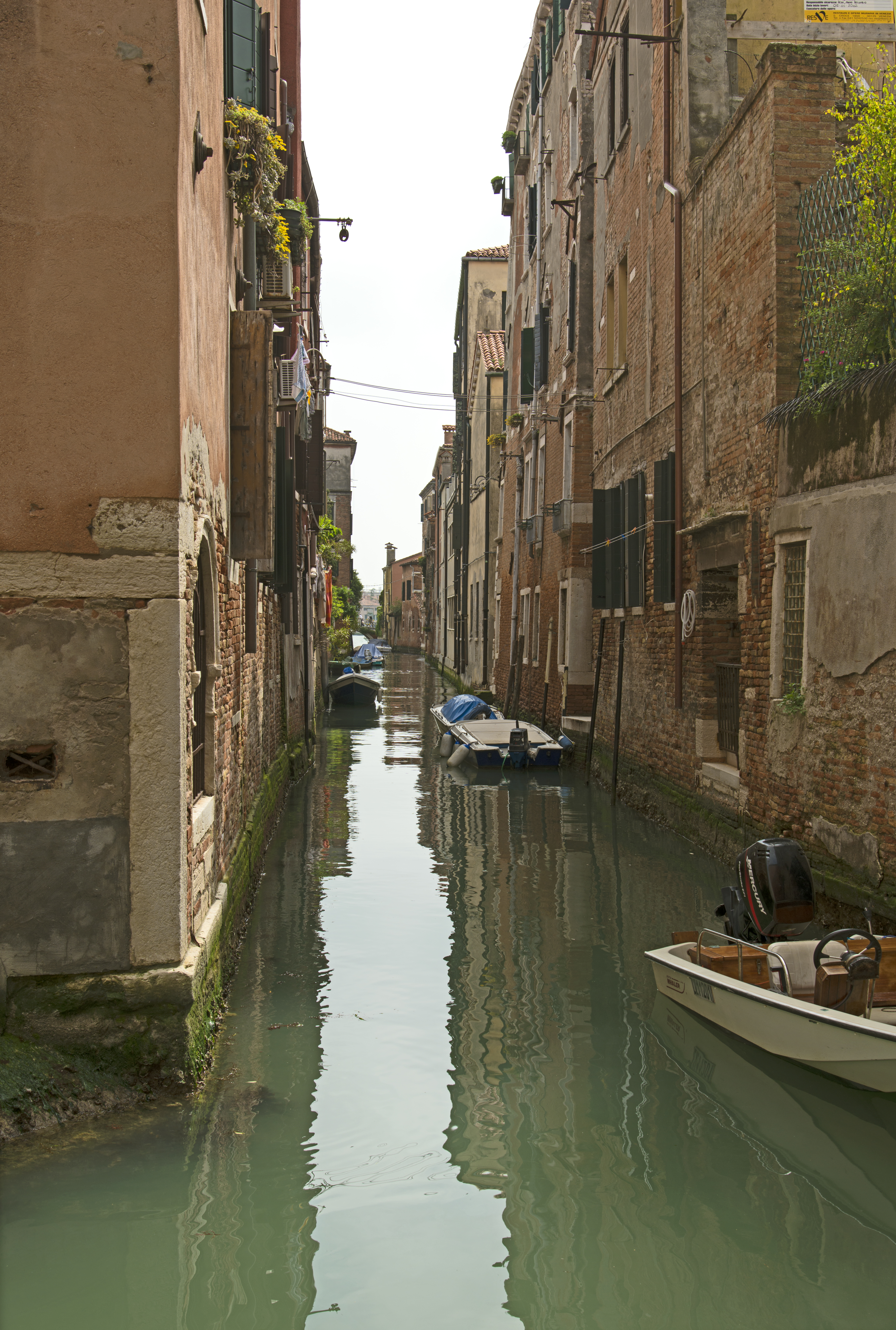
Rio Piccolo del Legname

Rio delle Torreselle (în venețiană: rio de le Toresele; canalul turnulețelor) este un canal din Veneția în sestiere Dorsoduro. Pe lunga sa porțiune sudică, el este uneori numit Rio Piccolo del Legname și pe porțiunea nordică, paralelă cu Canal Grande, Rio Pietre Bianche (în venețiană Rio delle Piere Bianche).

## Origine
Un vechi palat cu un turn, în prezent distrus, se numea dalla Torresella, ceea ce s-a transformat apoi în dalle Torreselle, poreclă a ramurii familiei Venier, care i-a fost proprietară. Acest palat avea o fațadă înspre Canal Grande și se afla la vărsarea canalului. În secolul al XVI-lea el a fost împărțit între mai mulți membri ai Venier: în 1571 Girolamo Venier l-a lăsat Laurei, soția lui Polo Trevisan, și lui Pietro Dona, în timp ce o altă parte fusese lăsată în 1586 de către văduva primului arhiconfreriei San Rocco. În cele din urmă, întreaga clădire a căzut în mâinile familiei Dona, terminând prin a fi numit și dalle Torreselle.
În cronici, acest canal fost numit, de asemenea, Rio delle Piere Bianche, probabil din cauza albeții pietrelor de pe malul său (denumit anterior Fondamenta Zorzi o Bragadin, iar astăzi fondamenta Ospedaleto) și pe care se afla spitalul della Frescada.

## Descriere
Rio de le Toresele are o lungime de aproximativ 380 de metri. El pornește de la Canalul Giudecca către nord pe aproximativ 350 de metri înainte de a face un cot de 90° spre est, în partea sa Pietre Bianche și în cele din urmă face iarăși un cot de 90° la nord chiar înainte de a se varsă în Canal Grande.

## Localizare
Acest canal se varsă în Canal Grande între Palatul Venier dei Leoni și Palatul Dario.
Pe malurile acestui canal se află:
- fondamenta Ospedaleto pe porțiunea Pietre Bianche;
- 'Spitalul Incurabililor la colțul cu fondamenta Zattere.

## Poduri
Canalul este traversat de trei poduri (de la nord la sud):

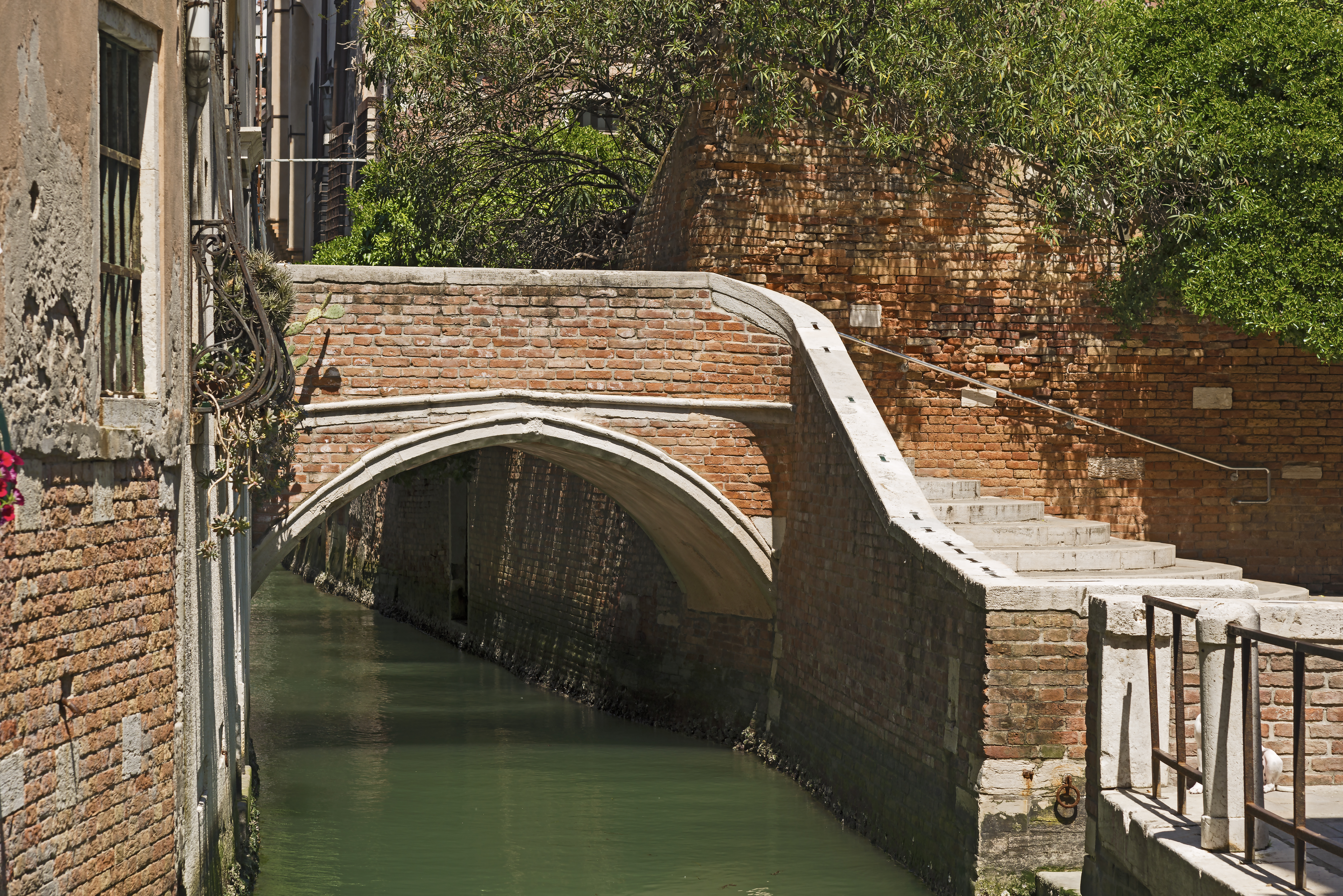
Ponte S.Cristoforo care leagă calle omonimă cu Campiello Barbaro
Ponte del Formagèr care leagă Fondamenta Ospedaleto şi Fondamenta Venier dai Leoni
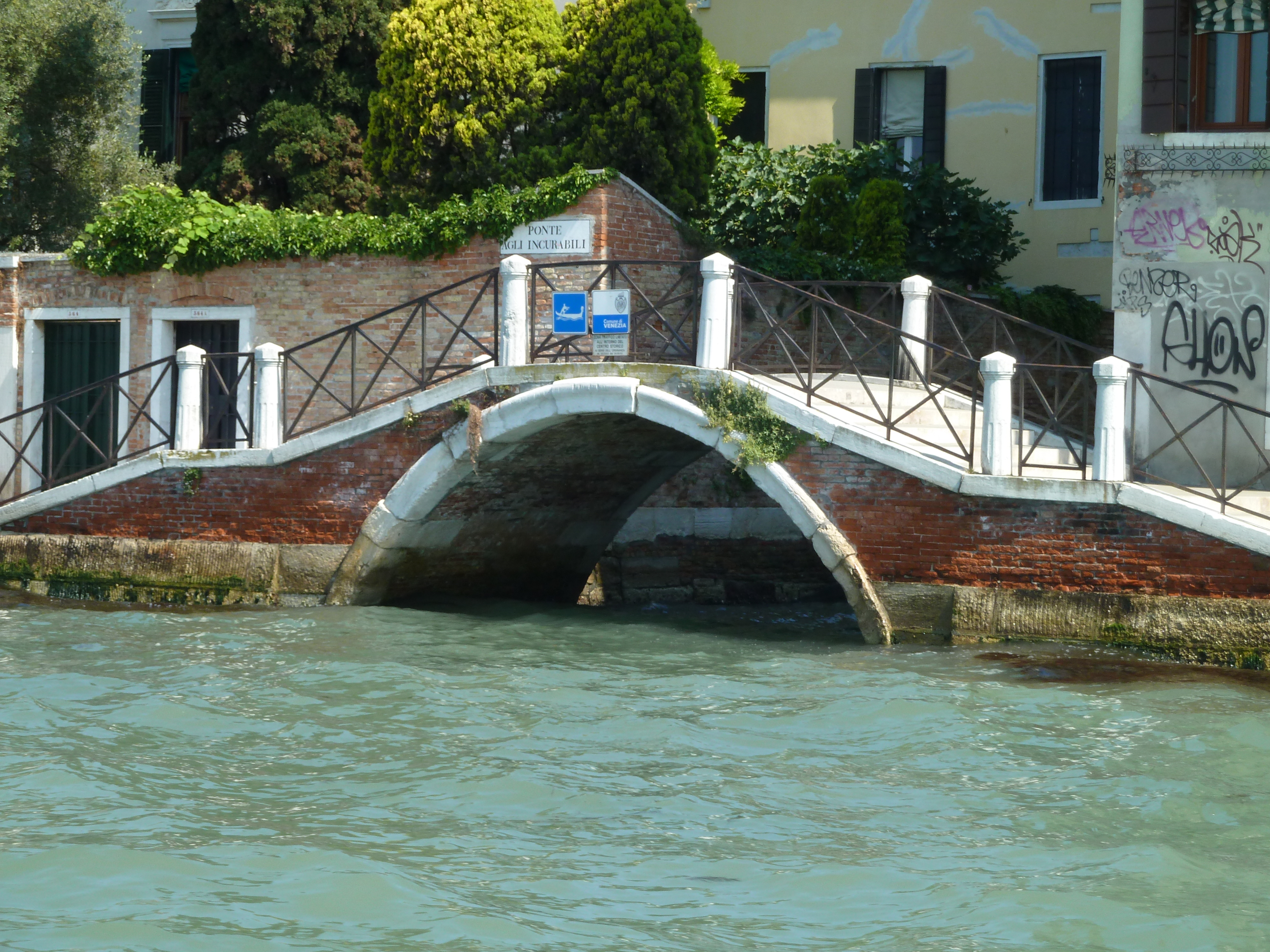
Ponte agli Incurabili care leagă Fondamenta Zattere al Spirito Santo şi Fondamenta Zattere ai Incurabili